# Gare de Kusatsu
La gare de Kusatsu (草津駅, Kusatsu-eki) est une gare ferroviaire localisée dans la ville de Kusatsu, dans la préfecture de Shiga au Japon. La gare est exploitée par la compagnie JR West. Avec la gare de Minami-Kusatsu, ce sont les seules gares de la ville.

## Situation ferroviaire
La gare est située au point kilométrique (PK) 491,4 de la ligne principale Tōkaidō. Elle marque la fin de la ligne Kusatsu.

## Histoire
La gare a été inaugurée le 1er juillet 1889.

## Service des voyageurs

### Accueil
La gare dispose d'un bâtiment voyageurs, avec guichets, ouvert tous les jours.

### Desserte
- Ligne Kusatsu : 
  - voies 1 et 2 : direction Kibukawa et Tsuge
- Ligne Biwako :
  - voies 3 et 4 : direction Kyoto et Osaka
  - voies 5 et 6 : direction Maibara et Nagahama